# Муркмелі
Муркмелі (груз. მურყმელი) — село в Грузії.
За даними перепису населення 2014 року в селі проживає 38 осіб.